# Madagaszkári pézsmacickány
A madagaszkári pézsmacickány (Suncus madagascariensis) az emlősök (Mammalia) osztályának Eulipotyphla rendjébe, ezen belül a cickányfélék (Soricidae) családjába és a fehérfogú cickányok (Crocidurinae) alcsaládjába tartozó faj.

## Előfordulása
Madagaszkár szigetén és a szomszédos Comore-szigetek területén honos.